# Sojuz 7K-TM
Sojuz 7K-TM (ros. Союз 7К-ТМ) – pojazd kosmiczny programu Sojuz zaadaptowany specjalnie na potrzeby programu Apollo-Sojuz, pierwszy pojazd kosmiczny wyposażony w system cumowniczy Androgynous Peripheral Attach System (jako APAS-75).

## Galeria

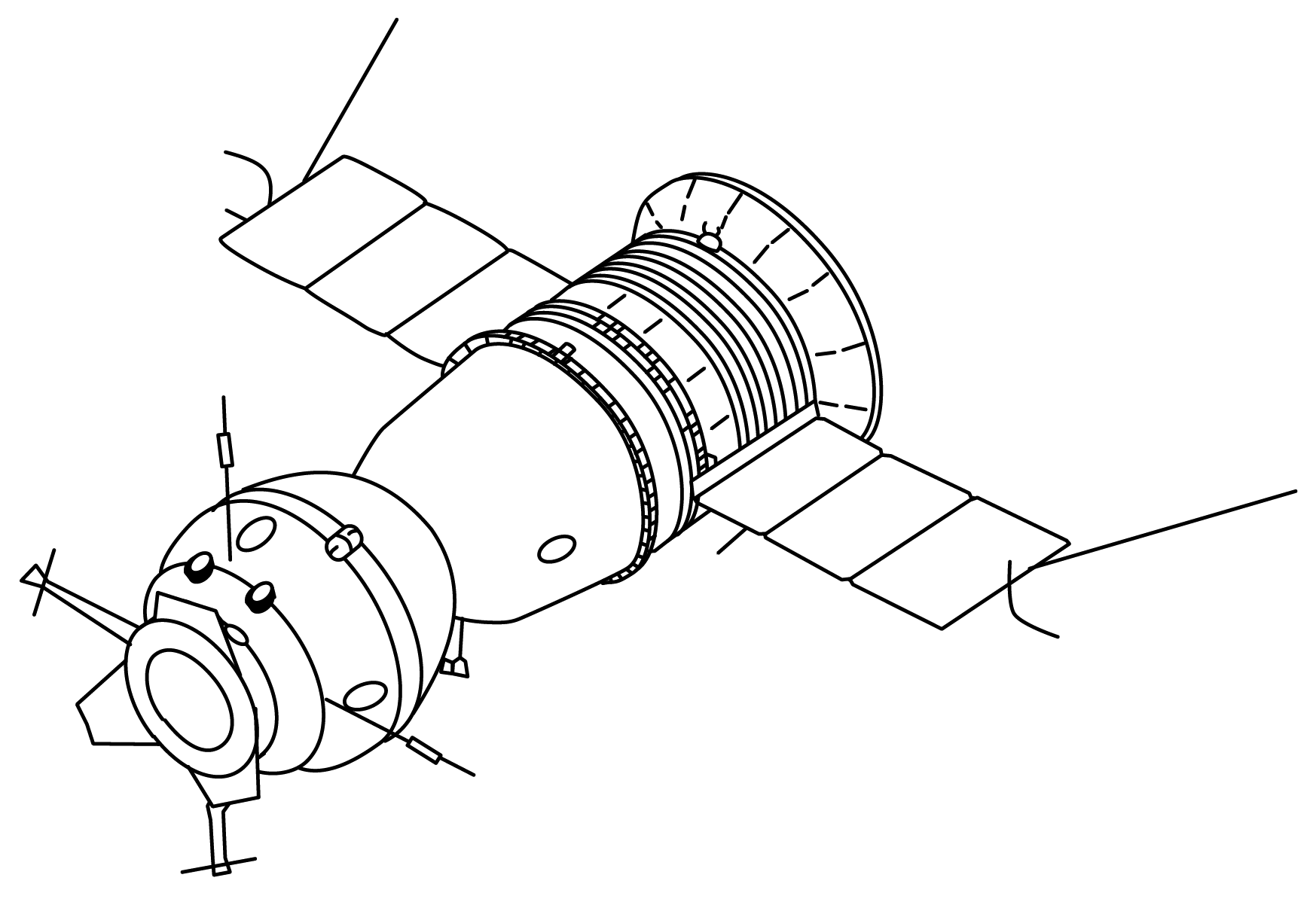
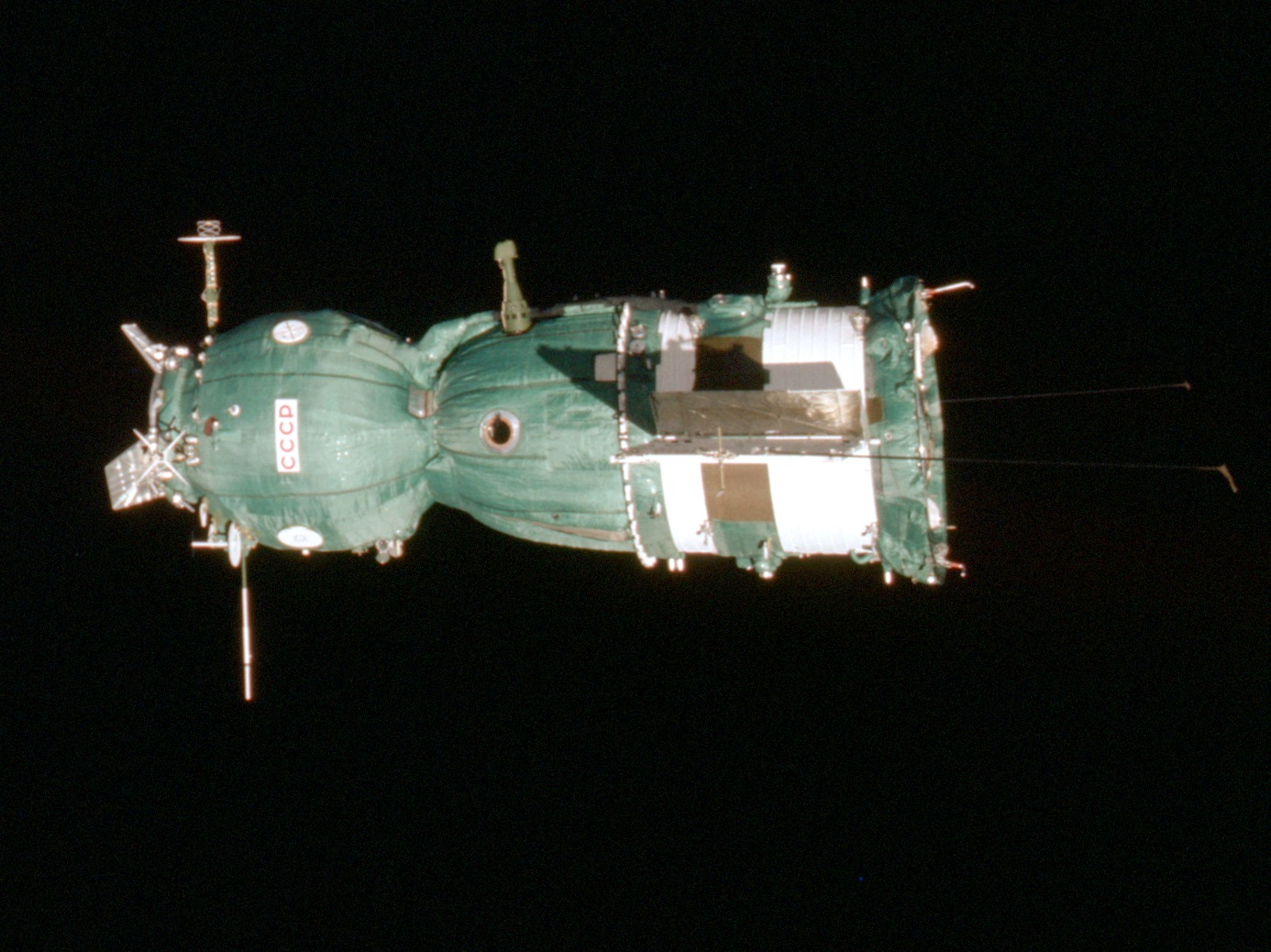
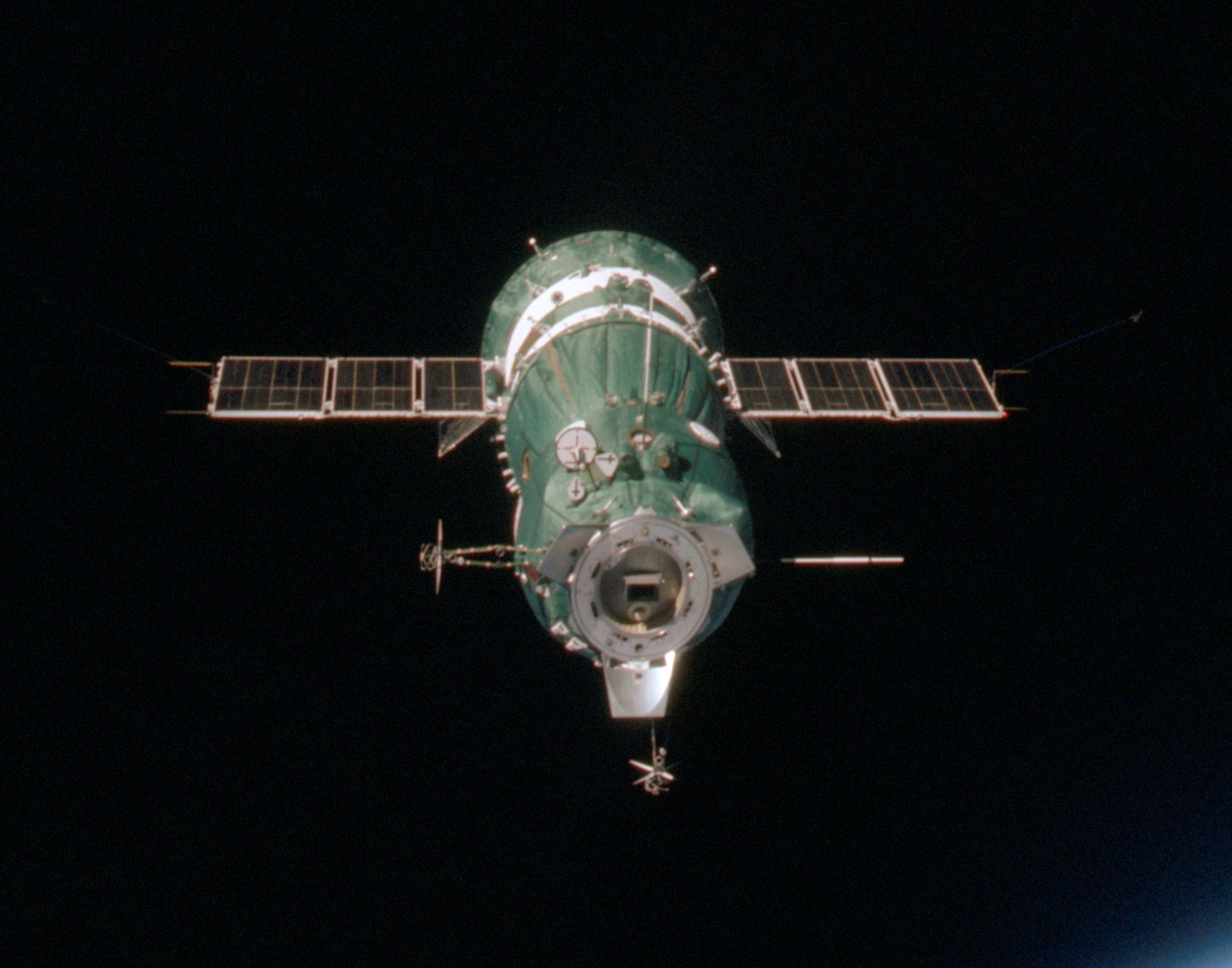
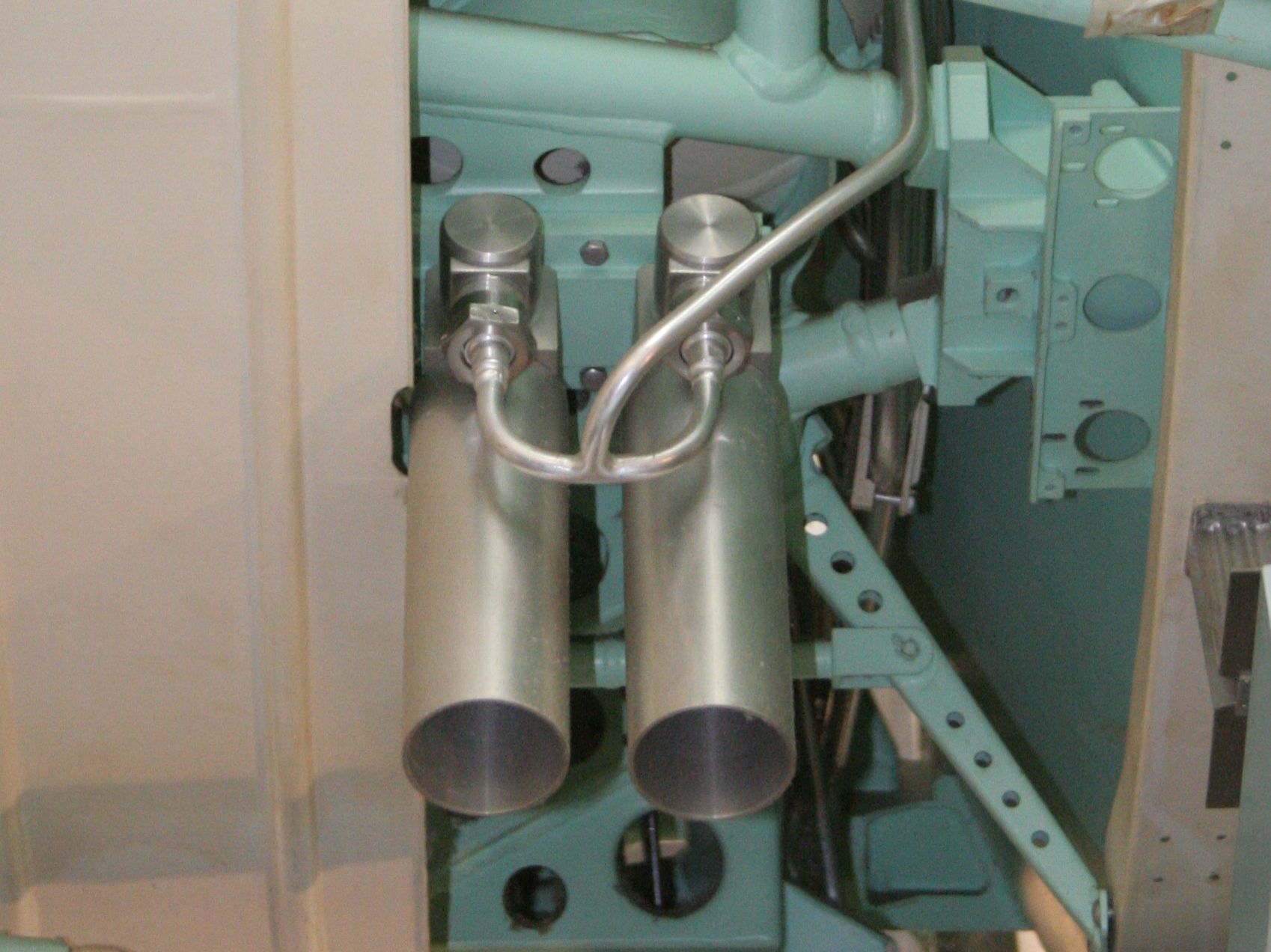
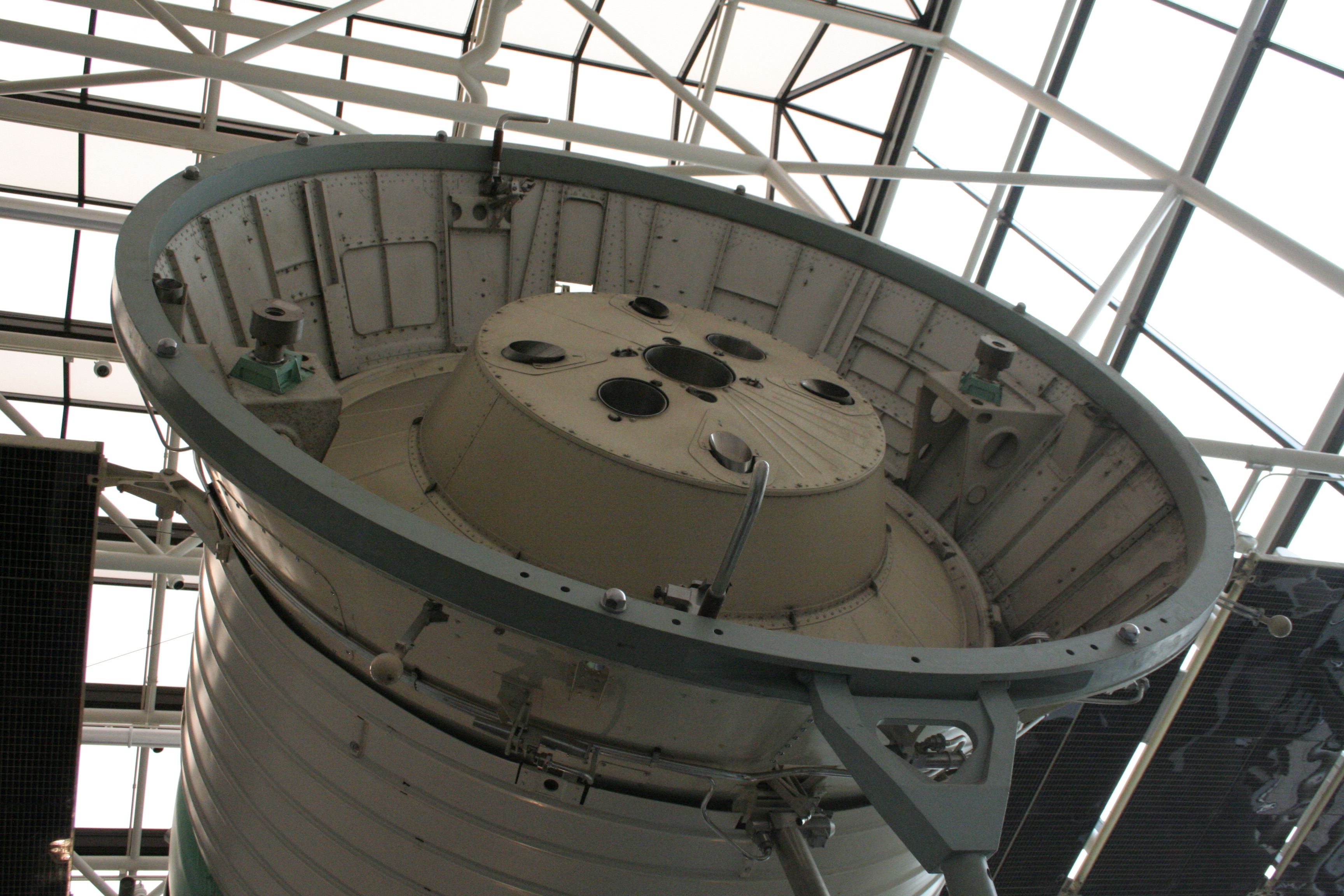
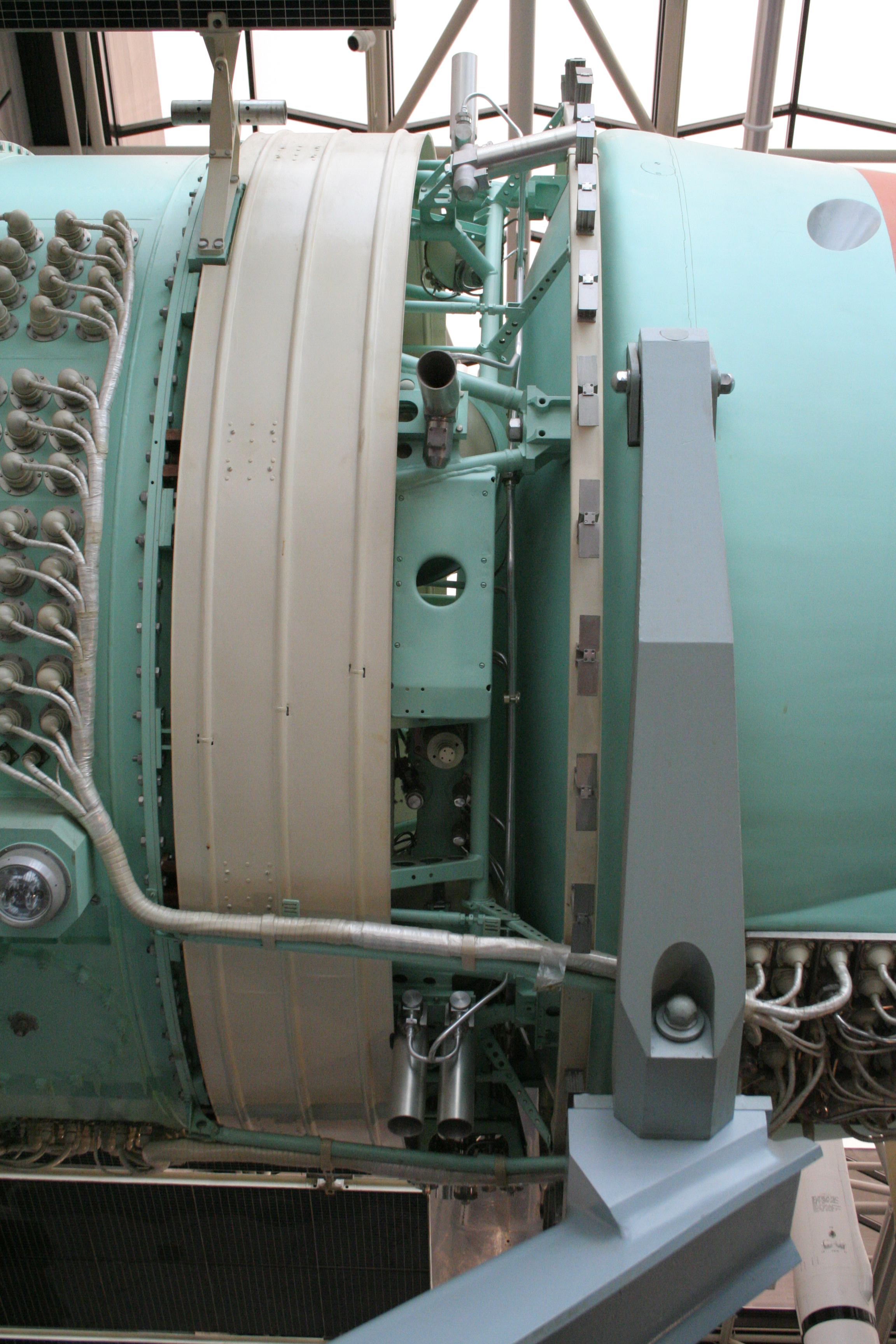
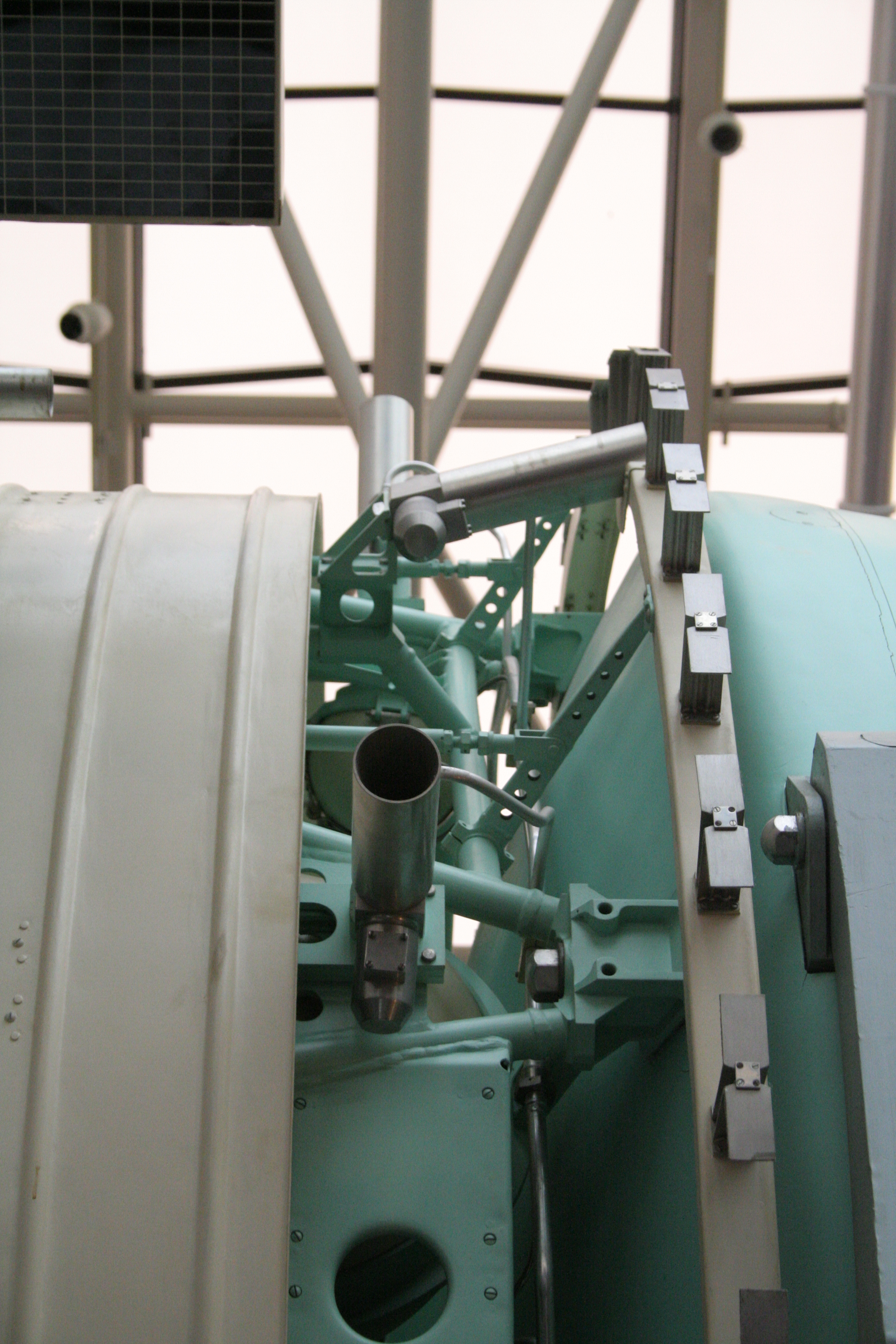
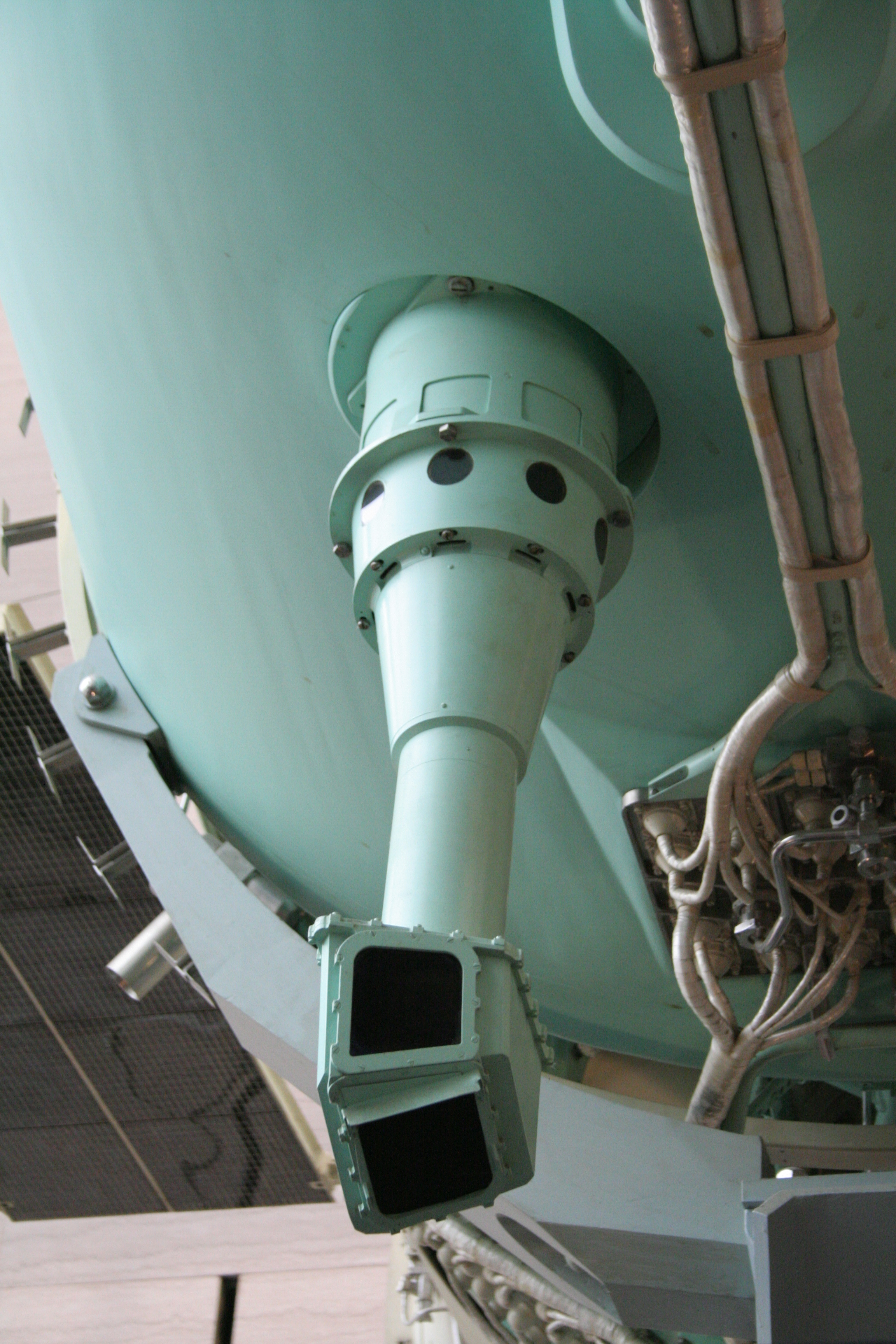

## Loty bezzałogowe
- Kosmos 638
- Kosmos 672

## Loty załogowe
- Sojuz 16
- Sojuz 19
- Sojuz 22